# Condado de Fauquier
El condado de Fauquier (en inglés: Fauquier County) es un condado en el estado estadounidense de Virginia. En el censo de 2000 el condado tenía una población de 55.139 habitantes. Forma parte del área metropolitana de Washington D. C. La sede de condado es Warrenton. El condado fue formado el 1 de mayo de 1759 a partir de una porción del Condado de Prince William. Fue nombrado en honor a Francis Fauquier, quien era el Vicegobernador de Virginia en ese entonces.

## Geografía
Según la Oficina del Censo, el condado tiene un área total de 1.687 km² (651 sq mi), de la cual 1.683 km² (650 sq mi) es tierra y 4 km² (2 sq mi) (0,26%) es agua.

### Condados adyacentes
- Condado de Clarke (norte)
- Condado de Loudoun (norte)
- Condado de Prince William (este)
- Condado de Stafford (sureste)
- Condado de Culpeper (suroeste)
- Condado de Rappahannock (oeste)
- Condado de Warren (noroeste)

## Autopistas importantes
- Interestatal 66
- U.S. Route 15
- U.S. Route 17
- U.S. Route 29
- U.S. Route 50
- U.S. Route 211
- Ruta Estatal de Virginia 28
- Ruta Estatal de Virginia 55

## Demografía
En el censo de 2000, hubo 55.139 personas, 19.842 hogares y 15.139 familias residiendo en el condado. La densidad poblacional era de 85 personas por milla cuadrada (33/km²). En el 2000 había 21.046 unidades unifamiliares en una densidad de 32 por milla cuadrada (13/km²). La demografía del condado era de 88,39% blancos, 8,79% afroamericanos, 0,26% amerindios, 0,59% asiáticos, 0,03% isleños del Pacífico, 0,60% de otras razas y 1,33% de dos o más razas. 2,02% de la población era de origen hispano o latino de cualquier raza. 
La renta promedio para un hogar del condado era de $61.999 y el ingreso promedio para una familia era de $69.507. En 2000 los hombres tenían un ingreso medio de $45.484 versus $31.738 para las mujeres. La renta per cápita para el condado era de $28.757 y el 5,40% de la población estaba bajo el umbral de pobreza nacional.

## Ciudades y pueblos
| - Airlie - Bealeton - Belle Meade - Belvoir - Bristersburg - Broad Run - Calverton - Casanova | - Catlett - Delaplane - Elk Run - Germantown - Goldvein - Halfway - Hume - Linden | - Markham - Marshall - Midland - Morrisville - New Baltimore - Old Tavern - Opal - Orlean | - Paris - Rectortown - Remington - Somerville - Sumerduck - The Plains - Upperville - Warrenton |